# سان بيدرو (الأرجنتين)
سان بيدرو هي مدينة، تتبع San Pedro Partido ‏، وبوينس آيرس، هي عاصمة San Pedro Partido ‏، بلغ عدد سكانها 47٬452 نسمة، في 2010، رمزها البريدي هو 2930.

## المناخ
يظهر الجدول التالي التغييرات المناخية على مدار السنة لسان بيدرو:
| البيانات المناخية لـسان بيدرو                         | البيانات المناخية لـسان بيدرو | البيانات المناخية لـسان بيدرو | البيانات المناخية لـسان بيدرو | البيانات المناخية لـسان بيدرو | البيانات المناخية لـسان بيدرو | البيانات المناخية لـسان بيدرو | البيانات المناخية لـسان بيدرو | البيانات المناخية لـسان بيدرو | البيانات المناخية لـسان بيدرو | البيانات المناخية لـسان بيدرو | البيانات المناخية لـسان بيدرو | البيانات المناخية لـسان بيدرو | البيانات المناخية لـسان بيدرو |
| الشهر                                                 | يناير                         | فبراير                        | مارس                          | أبريل                         | مايو                          | يونيو                         | يوليو                         | أغسطس                         | سبتمبر                        | أكتوبر                        | نوفمبر                        | ديسمبر                        | المعدل السنوي                 |
| ----------------------------------------------------- | ----------------------------- | ----------------------------- | ----------------------------- | ----------------------------- | ----------------------------- | ----------------------------- | ----------------------------- | ----------------------------- | ----------------------------- | ----------------------------- | ----------------------------- | ----------------------------- | ----------------------------- |
| الدرجة القصوى °م (°ف)                                 | 39.5 (103.1)                  | 39.3 (102.7)                  | 36.7 (98.1)                   | 33.8 (92.8)                   | 31.4 (88.5)                   | 27.7 (81.9)                   | 31.0 (87.8)                   | 34.0 (93.2)                   | 34.8 (94.6)                   | 35.8 (96.4)                   | 38.7 (101.7)                  | 40.7 (105.3)                  | 40.7 (105.3)                  |
| متوسط درجة الحرارة الكبرى °م (°ف)                     | 30.2 (86.4)                   | 28.8 (83.8)                   | 26.6 (79.9)                   | 22.9 (73.2)                   | 19.3 (66.7)                   | 15.9 (60.6)                   | 15.5 (59.9)                   | 17.7 (63.9)                   | 19.9 (67.8)                   | 22.9 (73.2)                   | 26.0 (78.8)                   | 28.9 (84.0)                   | 22.9 (73.2)                   |
| المتوسط اليومي °م (°ف)                                | 24.0 (75.2)                   | 22.8 (73.0)                   | 20.7 (69.3)                   | 17.1 (62.8)                   | 13.8 (56.8)                   | 10.8 (51.4)                   | 10.3 (50.5)                   | 11.8 (53.2)                   | 14.0 (57.2)                   | 17.1 (62.8)                   | 20.1 (68.2)                   | 22.8 (73.0)                   | 17.1 (62.8)                   |
| متوسط درجة الحرارة الصغرى °م (°ف)                     | 17.6 (63.7)                   | 16.9 (62.4)                   | 15.0 (59.0)                   | 11.6 (52.9)                   | 8.7 (47.7)                    | 6.0 (42.8)                    | 5.4 (41.7)                    | 6.2 (43.2)                    | 8.0 (46.4)                    | 11.2 (52.2)                   | 13.8 (56.8)                   | 16.4 (61.5)                   | 11.4 (52.5)                   |
| أدنى درجة حرارة °م (°ف)                               | 6.7 (44.1)                    | 6.4 (43.5)                    | 2.6 (36.7)                    | 0.0 (32.0)                    | −4.3 (24.3)                   | −6.9 (19.6)                   | −4.8 (23.4)                   | −4.8 (23.4)                   | −3.2 (26.2)                   | −0.8 (30.6)                   | 1.6 (34.9)                    | 4.9 (40.8)                    | −6.9 (19.6)                   |
| الهطول مم (إنش)                                       | 118.3 (4.66)                  | 126.3 (4.97)                  | 128.2 (5.05)                  | 97.7 (3.85)                   | 64.6 (2.54)                   | 44.2 (1.74)                   | 45.7 (1.80)                   | 43.2 (1.70)                   | 63.6 (2.50)                   | 117.4 (4.62)                  | 111.5 (4.39)                  | 110.7 (4.36)                  | 1٬071٫4 (42.18)               |
| متوسط أيام هطول الأمطار                               | 7.4                           | 7.5                           | 7.8                           | 7.4                           | 5.9                           | 5.4                           | 5.1                           | 5.0                           | 5.8                           | 8.3                           | 7.7                           | 8.1                           | 81.0                          |
| متوسط الرطوبة النسبية (%)                             | 69                            | 74                            | 76                            | 79                            | 81                            | 82                            | 81                            | 76                            | 73                            | 73                            | 69                            | 67                            | 75                            |
| ساعات سطوع الشمس الشهرية                              | 285.2                         | 237.3                         | 232.5                         | 189.0                         | 170.5                         | 144.0                         | 158.1                         | 182.9                         | 195.0                         | 223.2                         | 261.0                         | 275.9                         | 2٬554٫6                       |
| نسبة وصول أشعة الشمس                                  | 65                            | 63                            | 61                            | 57                            | 53                            | 48                            | 50                            | 54                            | 55                            | 56                            | 63                            | 62                            | 57                            |
| المصدر: Instituto Nacional de Tecnología Agropecuaria |                               |                               |                               |                               |                               |                               |                               |                               |                               |                               |                               |                               |                               |

## أعلام
- كارلوس أنايا
- ليوناردو كورتي
- خوان ألبرتو إسترادا
- ماتياس سولير